# Gaius Iulius Silanus

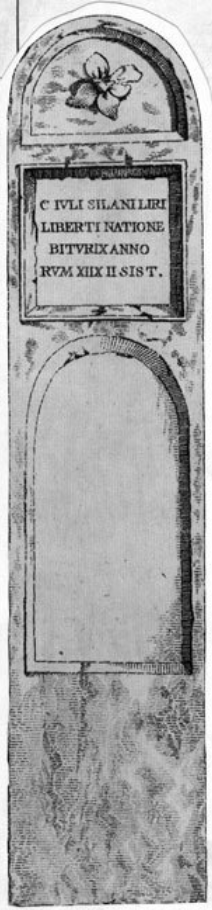
Die Inschrift aus Augsburg

Gaius Iulius Silanus war ein im 1. Jahrhundert n. Chr. lebender Angehöriger des römischen Senatorenstandes.
Durch die Arvalakten des Jahres 86 ist belegt, dass Silanus am 26. Februar dieses Jahres in das Kollegium der Fratres Arvales aufgenommen wurde. In den Arvalakten des Jahres 87 ist er mehrmals aufgeführt, u. a. wird er am 13. September im Zusammenhang mit einem Opfer erwähnt.
Durch die Fasti Ostienses ist belegt, dass er 92 zusammen mit Quintus Arulenus Rusticus vom 1. September bis zum Ende des Jahres Suffektkonsul war; die beiden Konsuln sind noch in einer weiteren Inschrift aufgeführt.
Eine (heute nicht mehr vorhandene) Grabschrift, die in Augsburg gefunden wurde, wurde für einen Freigelassenen von ihm errichtet; die Beziehungen, die Silanus nach Augusta Vindelicum hatte, sind nicht bekannt.